# Powłocznica grabowa
Powłocznica grabowa (Peniophora laeta (Fr.) Donk) – gatunek grzybów należący do rodziny powłocznicowatych (Peniophoraceae). 

## Systematyka i nazewnictwo
Pozycja w klasyfikacji według Index Fungorum: Peniophora, Peniophoraceae, Russulales, Incertae sedis, Agaricomycetes, Agaricomycotina, Basidiomycota, Fungi.
Po raz pierwszy takson ten zdiagnozował w 1828 r. Elias Fries nadając mu nazwę Radulum laetum. Obecną, uznaną przez Index Fungorum nazwę nadał mu w 1957 r. Marinus Anton Donk, przenosząc go do rodzaju Peniophora. 
Nazwę polską podali Barbara Gumińska i Władysław Wojewoda w 1983 r., dawniej w polskim piśmiennictwie mykologicznym gatunek ten opisywany był jako powłocznica kolczasta. Niektóre synonimy naukowe:.

- Corticium comedens var. hydnoideum (Pers.) Quél. 1888
- Corticium hydnoideum Pers. 1796
- Gloeopeniophora laeta (Fr.) Brinkmann 1916
- Hydnum glossoides (Pers.) Duby 1830
- Peniophora hydnoidea (Pers.) Donk (1933)
- Peniophora incarnata var. hydnoidea (Pers.) Bourdot & Galzin 1928
- Peniophora incarnata var. hydnoidea (Pers.) Bourdot & Galzin 1913
- Radulum glossoides (Pers.) Fr. 1828
- Radulum hydnoideum (Pers.) Fr. (882
- Radulum laetum Fr. 1828
- Sistotrema glossoides Pers. 1825
- Thelephora hydnoidea (Pers.) Pers. 1801

## Charakterystyka
Grzyby z tego gatunku rozwijają się na grabach i wytwarzają rozpostarte owocniki o powierzchni pokrytej rzadkimi, kolczastymi wyrostkami i pomarańczowym hymenoforem.